# Stenasellus strinatii
Stenasellus strinatii là một loài chân đều trong họ Stenasellidae. Loài này được Magniez miêu tả khoa học năm 1991.